# The Beach Party
Pour plus de détails, voir Fiche technique et Distribution.
The Beach Party est un dessin animé de Mickey Mouse produit par Walt Disney pour Columbia Pictures et sorti le 4 novembre 1931. 

## Synopsis
Mickey, Minnie, Horace, Clarabelle et Pluto vont à la plage. Tandis que Minnie installe le pique-nique les autres partent nager. Pluto préfère tenter de chasser un crabe mais il découvre les pinces du crustacé. Après Mickey lui lance des saucisses dans la mer. Pluto plonge les chercher mais c'est une pieuvre qu'il ramène. L'animal en colère asperge le pique-nique avec son encre et se bat avec les invités. Mickey parvient à la faire partir en utilisant une ancre comme lasso.

## Fiche technique
- Titre original : The Beach Party
- Série : Mickey Mouse
- Réalisateur : Burt Gillett
- Animateur : David Hand
- Voix : Walt Disney (Mickey), Marcellite Garner (Minnie)
- Producteur : Walt Disney, John Sutherland
- Distributeur : Columbia Pictures
- Date de sortie[1] : 4 novembre 1931
- Format d'image : Noir et Blanc
- Son : Mono
- Musique : Bert Lewis
- Durée : 8 min
- Langue : anglais
- Pays de production :  États-Unis